# Xeon Phi
Intel MIC (англ. Intel Many Integrated Core Architecture) — архітектура багатоядерної процесорної системи, розроблена Intel з використанням напрацювань архітектур Larrabee, Teraflops Research Chip, Intel Single-chip Cloud Computer.
Прототип процесорів архітектури MIC (кодова назва Knights Ferry) був випущений в 2010 році. Комерційні процесори з даною архітектурою (кодова назва Knights Corner) плануються до випуску на 22 нм техпроцесі наприкінці 2012 або початку 2013 року.
У вересні 2011 року центр Texas Advanced Computing Center (TACC) оголосив про плани використовувати карти з Knights Corner для створення суперкомп'ютера Stampede з продуктивністю 8-10 петафлопс.
У червні 2012 року під час конференції International Supercomputing Conference 2012 (Гамбург) Intel оголосила про ребрендинг процесорів під назвою Xeon Phi.

## Knights Landing
Третє покоління процесорів на базі архітектури Intel MIC під кодовою назвою Knights Landing.
Ці процесори виготовляються з використанням 14-нанометрового техпроцесу Intel, із застосуванням технології трьохзатворних транзисторів ("3-D tri-gate") другого покоління. Продукти цього покоління можуть використовуватися як співпроцесор на базі PCIe карт розширення, і як центральний процесор (CPU), які встановлюються безпосередньо в сокет материнських плат. У вигляді центрального процесора поєднують в собі весь функціонал класичного основного процесора і одночасно функціонал спеціалізованих співпроцесорів. Це позбавить від складнощів програмування передачі даних по PCIe, а також значно збільшить обчислювальну щільність і продуктивність на ват в даному класі процесорів. У всіх типах процесорів цього покоління значно збільшиться пропускна здатність пам'яті шляхом впровадження комплексної багаторівневої інтегрованої пам'яті. Це усуне «вузькі місця» попереднього покоління, збільшить продуктивність для високопродуктивних обчислень, і дозволить повною мірою використовувати наявні обчислювальні потужності.